# Sorsasaari (ö i Norra Karelen, Mellersta Karelen)
Sorsasaari är en ö i Finland. Den ligger i sjön Pyhäjärvi och i kommunen Kides i den ekonomiska regionen  Mellersta Karelens ekonomiska region  och landskapet Norra Karelen, i den sydöstra delen av landet, 300 km nordost om huvudstaden Helsingfors. Öns area är 1,92 kvadratkilometer och dess största längd är 2,7 kilometer i sydöst-nordvästlig riktning.